# Detecció comprimida
La detecció comprimida (també coneguda com a detecció compressiva, mostreig comprimit o mostreig escàs ) és una tècnica de processament de senyal per adquirir i reconstruir un senyal de manera eficient, mitjançant la recerca de solucions a sistemes lineals subdeterminats. Això es basa en el principi que, mitjançant l'optimització, es pot aprofitar l'escassetat d'un senyal per recuperar-lo a partir de moltes menys mostres de les que requereix el teorema de mostreig de Nyquist-Shannon. Hi ha dues condicions en què la recuperació és possible. La primera és la dispersió, que requereix que el senyal sigui escàs en algun domini. La segona és la incoherència, que s'aplica a través de la propietat isomètrica, que és suficient per a senyals escassos.

Exemple de la recuperació d'un senyal desconegut (línia grisa) a partir de poques mesures (punts negres) fent servir el coneixement que el senyal és escàs en la base dels polinomis d'Hermite (els punts morats mostren els coeficients recuperats).

## Visió general
Un objectiu comú del camp de l'enginyeria del processament del senyal és reconstruir un senyal a partir d'una sèrie de mesures de mostreig. En general, aquesta tasca és impossible perquè no hi ha manera de reconstruir un senyal durant els temps que no es mesura el senyal. No obstant això, amb coneixements previs o supòsits sobre el senyal, resulta que és possible reconstruir perfectament un senyal a partir d'una sèrie de mesures (adquirir aquesta sèrie de mesures s'anomena mostreig). Amb el temps, els enginyers han millorat la comprensió de quines hipòtesis són pràctiques i com es poden generalitzar.

Un dels primers avenços en el processament del senyal va ser el teorema de mostreig de Nyquist-Shannon. Afirma que si la freqüència més alta d'un senyal real és inferior a la meitat de la freqüència de mostreig, llavors el senyal es pot reconstruir perfectament mitjançant la interpolació sinc. La idea principal és que amb el coneixement previ sobre les limitacions de les freqüències del senyal, es necessiten menys mostres per reconstruir el senyal.
Cap a l'any 2004, Emmanuel Candès, Justin Romberg, Terence Tao i David Donoho van demostrar que donat el coneixement de l'esparsa d'un senyal, el senyal es pot reconstruir amb encara menys mostres de les que requereix el teorema de mostreig. Aquesta idea és la base de la detecció comprimida.

## Mètode

### Sistema lineal subdeterminat
Un sistema d'equacions lineals subdeterminat té més incògnites que equacions i en general té un nombre infinit de solucions. La figura següent mostra aquest sistema d'equacions {\displaystyle \mathbf {y} =D\mathbf {x} } on volem trobar una solució {\displaystyle \mathbf {x} }.
Per triar una solució per a aquest sistema, cal imposar restriccions o condicions addicionals (com la suavitat) segons correspongui. En la detecció comprimida, s'afegeix la restricció d'esparsitat, permetent només solucions que tenen un nombre reduït de coeficients diferents de zero. No tots els sistemes d'equacions lineals subdeterminats tenen una solució escassa. Tanmateix, si hi ha una solució escassa única per al sistema subdeterminat, aleshores el marc de detecció comprimit permet la recuperació d'aquesta solució.

### Mètode de solució / reconstrucció
La detecció comprimida aprofita la redundància de molts senyals interessants: no són sorolls purs. En particular, molts senyals són escassos, és a dir, contenen molts coeficients propers o iguals a zero, quan es representen en algun domini. Aquesta és la mateixa visió que s'utilitza en moltes formes de compressió amb pèrdues.

## Aplicacions
El camp de la detecció compressiva està relacionat amb diversos temes de processament de senyals i matemàtiques computacionals, com ara sistemes lineals subdeterminats, proves de grup, forts cops, codificació escassa, multiplexació, mostreig escàs i taxa d'innovació finita. El seu ampli abast i generalitat ha permès diversos enfocaments innovadors millorats per CS en processament i compressió del senyal, solució de problemes inversos, disseny de sistemes de radiació, imatges de radar i a través de la paret i caracterització d'antenes. Les tècniques d'imatge que tenen una forta afinitat amb la detecció de compressió inclouen l'obertura codificada i la fotografia computacional.